# Gungabula
Gungabula är ett utdött australiskt språk. Gungabula talades i delstaten Queensland och tillhörde de pama-nyunganska språken.